# Gloiocephala phormiorum
Gloiocephala phormiorum är en svampart som beskrevs av E. Horak & Desjardin 1994. Gloiocephala phormiorum ingår i släktet Gloiocephala och familjen Physalacriaceae.   Inga underarter finns listade i Catalogue of Life.